# 弗氏頰脂鯉
弗氏頰脂鯉（学名：Apareiodon vladii），為輻鰭魚綱脂鯉目脂鯉亞目下口半脂鯉科的其中一個種，分布於南美洲巴西流域，體長可達11.3公分，棲息在河川底中層水域，生活習性不明。